# 方斑海猪鱼
圃海海猪鱼，又稱雲斑海豬魚、方斑海豬魚，俗名黃花龍，为輻鰭魚綱鱸形目隆头鱼科的其中一種。

## 分布
分布于印度洋－太平洋區，包括紅海、東非、馬達加斯加、印度、模里西斯、斯里蘭卡、馬爾地夫、泰國、馬來西亞、越南、中國大陆沿海和台灣岛、日本、菲律賓、印尼、澳洲、薩摩亞群島、關島、密克羅尼西亞、馬里亞納群島、馬紹爾群島、帛琉、吉里巴斯、東加、法屬波里尼西亞等海域。

## 深度
水深1－30公尺。

## 特徵
本魚體側扁，幼魚體色為淺灰色，體中央及尾柄具不均勻暗色橫帶，背鰭中央具眼狀斑。成魚後雌魚體側逐漸變白，頭部、尾鰭及白斑都轉為亮黃色；雄魚則體為青褐色，眼斑消失，頭部、背鰭與尾鰭都出現橙紅斑或條紋，尾鰭截形。背鰭硬棘9枚；背鰭軟條11枚；臀鰭硬棘3枚；臀鰭軟條11枚，體長可達27公分。

## 生態
本魚喜歡棲息於獨立礁石或礁沙混合區，夜晚潛沙而眠。屬肉食性，以小型無脊椎動物為食，具性轉變。

## 經濟利用
可食用，但多做為觀賞魚。